# 上塚司
上塚 司（うえつか つかさ、1890年（明治23年）5月1日 - 1978年10月22日）は、日本の政治家。衆議院議員（7期）。

## 経歴
- 1890年 - 熊本県下益城郡城南町出身
- 熊本商業学校（現・熊本県立熊本商業高等学校）卒業
- 1912年 - 神戸高等商業学校（現・神戸大学）卒業、南満州鉄道入社
- 1920年 - 第14回衆議院議員総選挙熊本5区当選（立憲政友会）
- 1924年
  - 5月 - 第15回衆議院議員総選挙落選
  - 6月 - 高橋是清農商務大臣秘書官
- 1927年 - 高橋是清大蔵大臣秘書官
- 1928年 - 第16回衆議院議員総選挙熊本2区当選
- 1930年
  - 1月 - 第17回衆議院議員総選挙落選
  - 4月 - 国士舘高等拓殖学校校長
- 1932年
  - 2月 - 第18回衆議院議員総選挙当選
  - 6月 - 齋藤内閣大蔵参与官
- 1936年 - 第19回衆議院議員総選挙当選
- 1942年 - 第21回衆議院議員総選挙落選（無所属）
- 1946年 - 第22回衆議院議員総選挙当選（日本自由党）、第1次吉田内閣大蔵政務次官
- 1951年 - 熊本県知事選挙に立候補し、現職の桜井三郎に敗れる
- 1952年 - 第25回衆議院議員総選挙熊本2区当選（自由党）
- 1953年
  - 4月 - 第26回衆議院議員総選挙当選
  - 5月 - 衆議院外務委員長
- 1954年 - 外務委員長として、日米相互防衛援助協定等に伴う秘密保護法案を委員長決裁で可決
- 1955年
  - 第27回衆議院議員総選挙で落選し、政界引退
  - 6月 - ブラジル政府より南十字星大勲位章受章
- 1965年4月 - 春の叙勲で勲四等から勲二等に叙され、瑞宝章を受章する[2]。
- 1977年 - 城南町名誉町民
- 1978年10月22日 - 死去した。88歳没。同年11月1日、特旨を以て位二級を追陞され、死没日付をもって正五位から正四位に叙された[3]。墓所は谷中霊園寛永寺墓地。

## 著書
- 『揚子江を中心として』織田書店、1925年。
- 『理想的農業國デンマーク土産』泰文館書店、1929年。
- 「特別通信：ブラジル、アマゾーナス新植民地」（凌霜(凌霜会) 41号（1931年1月30日））
- 『世界資源地としてのアマゾン [講演]』資源科學諸學會聯盟、1941年。
- 『是清翁一代記 / 高橋是清口述 ; 上塚司著作』朝日新聞社、1929-1930年。

## 家族
- 妻-鈴（陸軍少将・第25代歩兵第13連隊長勝尾信彦の妹）
- 従兄-上塚周平